# 純情トライアングル〜いざ、純情に勝負!!〜
純情トライアングル〜いざ、純情に勝負!!〜（じゅんじょうトライアングル〜いざ、じゅんじょうにしょうぶ!!〜）は、アニメイトTVにて2008年1月17日から同年12月18日まで毎週木曜日に配信していたインターネットラジオ番組。

## 概要
パーソナリティは花田光、伊藤健太郎、岸尾だいすけの3人。ゲストは神奈延年（第7回、第8回、第16回）と井上和彦（第17回、第18回）の2人である。

## 番組コーナー
純情○○な瞬間リスナーが『純情○○な瞬間』だと感じるエピソードを語っている。いわゆるふつおた（普通のおたより）。
正しいウサギの扱い方リスナーが思った「ウサギ（宇佐見秋彦）の困った言動にどう対応するべきか？」という疑問にパーソナリティが答える。
純情キャラクターイメージ意識調査!あるテーマに一番近いキャラクターをリスナーから理由付きで募集し、募集したお便りをランキングし、パーソナリティがランキング結果を予想。全問正解、もしくは正解数の多かったパーソナリティが勝者となる。
純情、YOU（連想で）つっこんじゃいなYO!あるキーワードに対し、制限時間内にいくつツッコめるのかを競い、ツッコミ回数が多いパーソナリティが勝者となる。パーソナリティにとっては不評な反面、リスナーには人気が高いコーナー。初回のタイトルには、「連想で」がなかった。

## DJCD
マリン・エンタテインメントより発売。販売協力はジェネオン エンタテインメント。第2巻では初回封入特典としてヒゲパンダ★デカシールが送付されている。
- 第1巻（MMCC-4157、2008年7月9日）
- 第2巻（MMCC-4158、2008年10月22日）
- 第3巻（MMCC-4159、2009年2月25日）